# 吉隆坡黑帮2
《KL Gangster 2》是一部2013年馬來西亞動作驚悚電影，於2013年10月3日上映，由山苏·尤索夫執導，羅斯彥·諾、亚伦·亚兹士等主演。它是2011年電影KL Gangster的前傳。本作講述Jai 和 Malik 兩兄弟的故事。
本片成本為4.5百萬令吉，在第二十六屆馬來西亞電影節中獲得七項提名，贏得兩項獎項。